# Джепбаров, Сахи
Сахи́ Джепба́ров (туркм. Sahy Jepbarow; 2 января 1905, аул Янкала, Асхабадский уезд, Закаспийская область, Российская империя — 1978, Туркменская ССР) — туркменский певец, дутарист, бахши, композитор и педагог.

## Биография
В 1929 году основал первый Ансамбль народных инструментов при драматическом театре, а также создал музыкальные коллективы в Кызыл-Арвате и Мары. В 1937—1939 годах руководитель ансамбля Дома народного творчества. В 1939—1944 годах художественный руководитель и солист филармонии, с 1944 года солист. Написал более двухсот песен: «Молодёжь», «Промышленность», «За Родину», «Партия» и многих других на стихи Керима Курбаннепесова, Кара Сейтлиева, К. Хоррамова и прочих туркменских поэтов. Считается одним из крупнейших интерпретаторов творчества Махтумкули; написал много песен на слова великого поэта и произведение о нём — «Посвящение шахирам». В содружестве с Вели Ахмедовым написал музыкальную комедию «Дочь садовника» (1957). Ещё в 1930-е первым стал записывать песни бахши на грампластинках; в фондах Туркменского радио сохранилось более 170 песен в исполнении Сахи Джапбарова.

## Награды
- 1938 — Народный артист Туркменской ССР